# Toma del lago Titicaca

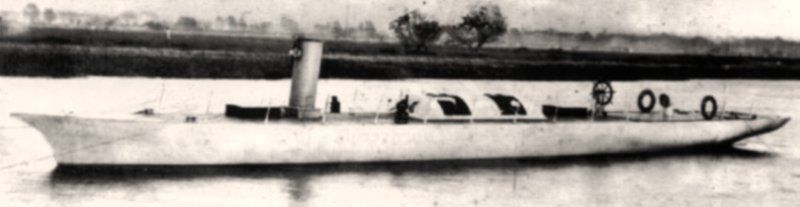
La torpedera "Colo Colo" fue lanzada a las aguas del lago Titicaca para realizar operaciones de patrullaje.

La toma del lago Titicaca fue una campaña lacustre realizada por fuerzas chilenas en el lago Titicaca, ubicado en las fronteras de Bolivia y Perú, en 1883 durante la Guerra del Pacífico. Consistió en transportar una lancha torpedera desarmada por ferrocarril desde el puerto de Ilo hasta Puno y lanzarla a las aguas del lago Titicaca para operaciones de patrullaje y de esa manera evitar la navegación, las comunicaciones y el posible uso militar de fuerzas bolivianas y peruanas. Con esta operación se logró ejercer el control en la zona hasta el final de la guerra.

## Acontecimientos
El 20 de octubre de 1883 ya se había firmado la paz con el Perú, en el Tratado de Ancón, en Lima. Sin embargo, en Chile subsistían algunas sospechas de apoyo de Bolivia hacia la causa peruana. Se sospechaba que transmitían información de inteligencia y armamento a patrullas peruanas por medio de los vapores cañoneros peruanos Yavarí y Yapurá, en el lago Titicaca. Además el contraalmirante Lizardo Montero se resistía en la ciudad de Arequipa a pesar del acuerdo en Ancón, y negociaba con Bolivia para que este volviera a reiniciar las operaciones de guerra.
Las tropas chilenas se dirigieron a tomar la ciudad de Arequipa, que lograron ocupar sin resistencia debido a una revuelta que se produjo contra los líderes peruanos de la ciudad. Ante esto, Lizardo Montero y César Canevaro se retiraron a Puno para continuar la resistencia con el apoyo de Bolivia. 
Al llegar a Puno, en la orilla del Titicaca, abordó con sus hombres los pequeños vapores cañoneros Yavarí y Yapurá, para marchar hacia el puerto lacustre de Chililaya, en Bolivia, donde le esperaba el General Narciso Campero con dos batallones bolivianos de refuerzo para reiniciar las hostilidades contra Chile. 
Campero, en primeras instancias iluso y desconectado de la realidad que vivía el Perú por esos días, creía que su modestísima tropa bastaría para salir a defender a Arequipa. Sin embargo, enterado de los pormenores de lo sucedido, según se lo relató el propio Montero, la desazón se apoderó del líder boliviano. De inmediato comenzaron a negociar la posibilidad de iniciar hostilidades y retrasar la rendición de Bolivia, cuyo gobierno llevaba largo tiempo en conversaciones con Chile, destinadas a ganar tiempo e impedir que los chilenos decidieran ocupar el Palacio Quemado, prácticamente desprotegido y al alcance de la mano de las fuerzas chilenas.
Mientras, se había dado la orden de perseguir a Montero. Una división comandada por el coronel Diego Dublé Almeyda, formada por los batallones Lautaro y Coquimbo, un escuadrón del Carabineros y Artillerías, salieron desde Arequipa hacia Puno por la línea férrea, abordando tres trenes. Al llegar a la ciudad de Puno a orillas del Titicaca, sus autoridades locales entregaron de inmediato el lugar y se declararon en favor del gobierno de Miguel Iglesias.: 558 
Sin embargo, misteriosos peruanos y bolivianos intentaron imitar las guerrillas de la Sierra y, valiéndose de los botes de totora que usaban los indígenas en el lago, hicieron desde sus aguas algunas descargas contra posiciones chilenas intentando amedrentarlos. Debido a esto, el general chileno Velásquez decidió contestar detener esas fuerzas sin la necesidad de despliegues de fuerzas, por lo que solicitó enviar a Puno, desde Mollendo, una pequeña lancha torpedera desarmada, la "Colo Colo".

## Toma del lago Titicaca
El general José Velásquez Bórquez comandó la expedición militar a Arequipa-Puno en un acabado plan estratégico en 1883. En esta campaña ideó, planificó y llevó a cabo el llevar vía ferrocarril la lancha torpedera "Colo Colo" al lago
Titicaca (3812 m s. n. m.), con su dotación de personal, armamento y municiones.
La torpedera fue transportada por ferrocarril desde el puerto de Ilo hasta Puno y lanzada allí a las aguas del lago Titicaca, donde realizó operaciones de patrullaje con una tripulación de dos oficiales y 25 marinos, al mando del teniente primero Ángel Custodio Lynch Irwing. Así inició diversos patrullajes, constituyéndose en el primer buque de guerra extranjero en navegar en el Titicaca y el primer y único buque de guerra chileno que surcó las aguas más altas del mundo.

## Consecuencias
La presencia de la torpedera en el lago impidió las comunicaciones lacustres y su uso para fines militares al igual que cesaron los ataques desde botes de totora por los guerrilleros de la zona. Todas las embarcaciones peruanas que se habían refugiado en Chililaya, se entregaron a las autoridades chilenas encabezadas por el Coronel Diego Dublé Almeyda.
En Bolivia ante la presencia amenazante de la torpedera y el movimiento de fuerzas chilenas en su frontera diluyó todo plan para comenzar hostilidades y de apoyar al contraalmirante Lizardo Montero para oponer resistencia. Al contrario, estos hechos convencieron al gobierno boliviano de terminar con el estado de guerra. 
La clase dirigente boliviana estaba dividida sobre qué actitud tomar, pero fue ganando terreno la postura de alcanzar la paz. Finalmente el 4 de abril de 1884, se firmó en Valparaíso el Pacto de Tregua indefinida, que daba por terminado el estado de beligerancia y fijaba nuevas fronteras provisorias.